# Пам'ятки історії Кременчуцького району
У Кременчуцькому районі Полтавської області нараховується 52 пам'ятки історії.
| #   | назва | адреса                                                  | роки події            | роки встановлення | автор                             | матеріали                               | розміри                             | рішення |
| --- | --- | ------------------------------------------------------- | --------------------- | ----------------- | --------------------------------- | --------------------------------------- | ----------------------------------- | ------- |
| 1.  | Братська могила радянських воїнів, пам'ятний знак полеглим воїнам-землякам                                                              | с. Білецьківка, меморіальний комплекс                   | 1943, 1941—1945       | 1958              | ск. Я. Рик, арх. Н. Клейн         | залізобетон, граніт                     | вис. ск. — 3,4 м, пост. — 2,7 м     | -       |
| 2.  | Братська могила радянських воїнів, пам'ятний знак полеглим воїнам-землякам, 2 братські могили радянських воїнів                         | с. Чечелеве, кладовище, меморіальний комплекс           | 1943, 1941—1945       | 1959              | ск. О. Савельєв                   |                                         |                                     |         |
| 3.  | Група могил (10) радянських воїнів | с. Маламівка                                            | 1943                  | 1985              | Місцеві майстри                   | три гранітні плити                      | 2,0×1,0 м, 1,0×0,6 м                |         |
| 4.  | Братська могила радянських воїнів | с. Стара Білецьківка                                    | 1943                  | 1965              | Місцеві майстри                   | обеліск — залізобетон                   | вис 2,75 м                          | -       |
| 5.  | Братська могила радянських воїнів | с. Бурти                                                | 1943                  | 1958              | Місцеві майстри                   | обеліск — залізобетон                   | вис. 1,8 м                          | -       |
| 6.  | Братська могила радянських воїнів, пам'ятний знак полеглим воїнам-землякам                                                              | с. Запсілля, меморіальний комплекс                      | 1943, 1941—1945       | 1958              | ск. О.Савельєв                    | залізобетон, бутовий камінь             | вис. ск. — 4,0 м, пост. — 2,6 м     | -       |
| 7.  | Могила радянського воїна | с. Запсілля, біля переправи через р. Псел               | 1943                  | 1948              | Кременчуцький побуткомбінат       | обеліск — метал                         | вис. 3,3 м                          | -       |
| 8.  | Братська могила радянських воїнів, пам'ятний знак полеглим воїнам-землякам                                                              | с. Заруддя, меморіальний комплекс                       | 1943                  | 1959              | Харківський скульптурний комбінат | обеліск — залізобетон                   | вис. ск. — 3,7 м                    | -       |
| 9.  | Могила радянського воїна і пам'ятний знак полеглим воїнам-землякам                                                                      | с. Заруддя, кладовище                                   |                       |                   |                                   |                                         |                                     |         |
| 10. | Могила радянського воїна і пам'ятний знак полеглим воїнам-землякам                                                                      | с. Дмитрівка, біля шляху Полтава — Кременчук            |                       |                   |                                   |                                         |                                     |         |
| 11. | Братська могила радянських воїнів, пам'ятний знак полеглим воїнам-землякам                                                              | с. Низи, меморіальний комплекс                          |                       |                   |                                   |                                         |                                     |         |
| 12. | Братська могила радянських воїнів, серед яких поховано Героя Радянського Союзу М. Г. Боброва, пам'ятник воїнам-землякам                 | с. Кам'яні Потоки                                       | 1943, 1941—1945       | 1958, 1985        | Харківський скульптурний комбінат | залізобетон, цегла оштук.               | вис. ск. — 2,5 м, пост. — 3,0 м     | -       |
| 13. | Могила радянського воїна | с. Кам'яні Потоки                                       | 1943                  | 1967              | Місцеві майстри                   | обеліск — мармурова крихта              | вис. 2,1 м                          | -       |
| 14. | Меморіал на честь радянських воїнів, що полягли при форсуванні Дніпра, пам'ятник землякам                                               | с. Чикалівка                                            | 1943, 1941—1945       | 1982              |                                   | стела — залізобетон, 12 гранітних кубів | вис. стели — 13 м, куби — 1,0×1,0 м | -       |
| 15. | Могила радянського воїна | с. Роєве, кладовище                                     | 1943                  | 1976              | Кременчуцький побуткомбінат       | обеліск — метал                         | вис. 1,6 м                          | -       |
| 16. | Братська могила радянських воїнів, пам'ятний знак полеглим воїнам-землякам                                                              | с. Садки                                                | 1943, 1941—1945       | 1964              | ск. О. Савельєв                   | залізобетон, цегла оштук.               | вис. ск. — 2,5 м, пост. — 3,0 м     | -       |
| 17. | Братська могила радянських воїнів, пам'ятний знак полеглим воїнам-землякам.                                                             | с. Майбородівка, меморіальний комплекс                  | 1943, 1941—1945       | 1967              | ск. О. Супрун, А. Білостоцький    | залізобетон, бутовий камінь             | вис. ск. — 2,2 м, пост. — 1,5 м     | -       |
| 18. | Братська могила радянських воїнів, пам'ятний знак полеглим воїнам-землякам                                                              | с. Писарщина, меморіальний комплекс                     | 1943, 1941—1945       | 1957              | ск. Я. Рик, арх. Н. Клейн         | залізобетон, цегла оштук.               | вис. ск. — 2,8 м, пост. — 2,4 м     | -       |
| 19. | Братська могила радянських воїнів, серед яких поховано Героя Радянського Союзу А. В. Приглєбов, пам'ятний знак полеглим воїнам-землякам | с. Максимівка, меморіальний комплекс                    | 1943, 1941—1945       | 1958              | ск. О. Савельєв                   | залізобетон, цегла оштук.               | вис. ск. — 4,0 м, пост. — 3,0 м     | -       |
| 20. | Могила невідомого радянського воїна | с. Максимівка, кладовище, північна частина              |                       |                   |                                   |                                         |                                     |         |
| 21. | Братська могила радянських воїнів, пам'ятний знак полеглим воїнам-землякам                                                              | с. Омельник                                             | 1941, 1943, 1941—1945 | 1961              | Харківський скульптурний комбінат | залізобетон, бутовий камінь             | вис. ск. — 2,8 м, пост. — 4,0 м     | -       |
| 22. | Братська могила радянських воїнів | с. Демидівка                                            | 1943                  | 1959              | ск. М. Денисенко                  | залізобетон, цегла оштук.               | вис. ск. — 2,5 м, пост. — 2,8 м     | -       |
| 23. | Братська могила радянських воїнів | с. Комиші, околиця села                                 | 1943                  | 1952              | ск. О. Супрун, А. Білостоцький    | залізобетон, цегла оштук.               | вис. ск. — 1,8 м, пост. — 3,8 м     | -       |
| 24. | Братська могила радянських воїнів, пам'ятний знак полеглим воїнам-землякам                                                              | с. Піщане, на розвилці доріг Глобине — Градизьк         | 1943, 1941—1945       | 1952              | Харківський скульптурний комбінат | залізобетон, цегла оштук.               | вис. ск. — 2,5 м, пост. — 3,5 м     | -       |
| 25. | Могила невідомого радянського воїна | с. Піщане, центр                                        | 1941                  | 1979              | Місцеві майстри                   | обеліск — мармурова крихта              | вис. 1,5 м                          | -       |
| 26. | Могили двох радянських воїнів | с. Піщане, кладовище біля дороги                        |                       |                   |                                   |                                         |                                     |         |
| 27. | Братська могила учасників встановлення радянської влади                                                                                 | с. Миловидівка                                          |                       |                   |                                   |                                         |                                     |         |
| 28. | Могила радянського воїна | с. Олефірівка (Соколянка), кладовище                    | 1943                  | 1979              | Місцеві майстри                   | обеліск — мармурова крихта              | вис. 1,5 м.                         | -       |
| 29. | Братська могила радянських воїнів, пам'ятний знак полеглим воїнам-землякам                                                              | с. Гориславці, меморіальний комплекс                    | 1943, 1941—1945       | 1958              | ск. Я. Рик, арх. Н. Клейн         | залізобетон, граніт                     | вис. ск. — 2,8 м, пост. — 5,8 м     | -       |
| 30. | Братська могила радянських воїнів, пам'ятний знак полеглим воїнам-землякам                                                              | с. Кривуші, меморіальний комплекс                       | 1941, 1943, 1941—1945 | 1959              | ск. О. Савельєв                   | залізобетон, бутовий камінь             | вис. ск. — 2,5 м, пост. — 2,7 м     | -       |
| 31. | Могила невідомого радянського воїна | с. Кривуші, Сталівське кладовище                        | 1943                  | 1978              | Місцеві майстри                   | обеліск — мармурова крихта              | вис. 1,5 м                          | -       |
| 32. | Братська могила радянських воїнів | с. Кривуші, Ковалівське кладовище                       | 1941                  | 1978              | Місцеві майстри                   | обеліск — біломармурова крихта          | вис. 1,5 м                          | -       |
| 33. | Братська могила радянських воїнів | с. Кривуші, Божківське кладовище                        |                       |                   |                                   |                                         |                                     |         |
| 34. | Братська могила радянських воїнів | с. Потоки, біля залізничної станції                     | 1943                  | 1956              | ск. М. Денисенко                  | залізобетон, цегла оштук.               | вис. ск. — 2,5 м, пост. — 3,0 м     | -       |
| 35. | Братська могила радянських воїнів | с. Потоки, околиця села, біля траси Кременчук — Полтава | 1941                  | 1956              | ск. М. Денисенко                  | залізобетон, цегла оштук.               | вис. ск. — 4,0 м, пост. — 5,9 м     | -       |
| 36. | Братська могила радянських воїнів | с. Придніпрянське                                       | 1943                  | 1952              | Полтавські художні майстерні      | обеліск — залізобетон                   | вис. 3,9 м                          | -       |
| 37. | Меморіальний комплекс: | с. Пришиб, центр                                        |                       |                   |                                   |                                         |                                     |         |
| -   | Могила члена ВУЦВК П. В. Григоренка |                                                         | 1871–1922             | 1958              | Полтавські художні майстерні      | плита — граніт                          | 2,25×1,0 м                          | -       |
| -   | Могила Героя Радянського Союзу І. І. Бахарєва                                                                                           |                                                         | 1910–1943             | 1967              | Місцеві майстри                   | обеліск — залізобетон                   | вис. 2,8 м                          | -       |
| -   | братська могила радянських воїнів, пам'ятний знак полеглим воїнам-землякам                                                              |                                                         | 1943, 1941—1945       | 1967              | Харківський скульптурний комбінат | залізобетон, цегла оштук.               | вис. ск. — 2,5 м, пост. — 3,0 м     | -       |
| 38. | Братська могила радянських воїнів, пам'ятний знак полеглим воїнам-землякам                                                              | с. Єристівка, меморіальний комплекс                     | 1943, 1941—1945       | 1958              | ск. О. Савельєв                   | залізобетон, цегла оштук.               | вис. ск. — 2,9 м, пост. — 2,6 м     | -       |
| 39. | Братська могила радянських воїнів | с. Рокитне                                              | 1943                  | 1958              | Харківський скульптурний комбінат | залізобетон, цегла оштук.               | вис. ск. — 2,2 м, пост. — 1,5 м     | -       |
| 40. | Могила радянського воїна | с. Рокитне, кладовище                                   | 1941                  | 1956              | Місцеві майстри                   | обеліск — біломармурова крихта          | вис. 1,5 м                          | -       |
| 41. | Могила українського композитора М. Калачевського                                                                                        | с. Рокитне, кладовище                                   | 1851—1912             | 1987              | Місцеві майстри                   | мармурова плита                         | 1,2×1,7                             | -       |
| 42. | Братська могила радянських воїнів, пам'ятний знак полеглим воїнам-землякам                                                              | с. Салівка, меморіальний комплекс                       | 1943, 1941—1945       | 1952              | Харківський скульптурний комбінат | залізобетон, штучний камінь             | вис. ск. — 3,1 м, пост. — 3,3 м     | -       |
| 43. | Братська могила радянських воїнів, серед яких — Герой Радянського союзу А. О. Перфільєв                                                 | с. Келеберда                                            | 1943                  | 1959              | Харківський скульптурний комбінат | залізобетон, цегла оштук.               | вис. ск. — 2,5 м, пост. — 3,0 м     | -       |
| 44. | Братська могила радянських воїнів, серед яких — Герой Радянського союзу Н. Т. Рубцов, пам'ятний знак полеглим воїнам-землякам           | с. Кобелячок, меморіальний комплекс                     | 1943, 1941—1945       | 1957              | Харківський скульптурний комбінат | залізобетон, цегла оштук.               | вис. ск. — 2,5 м, пост. — 3,0 м     | -       |
| 45. | Братська могила радянських воїнів, пам'ятний знак полеглим воїнам-землякам                                                              | с. Червона Знам'янка, меморіальний комплекс             | 1943, 1941—1945       | 1957              | Харківський скульптурний комбінат | залізобетон, цегла оштук.               | вис. ск. — 2,8 м, пост. — 3,3 м     | -       |
| 46. | Братська могила радянських воїнів, пам'ятний знак полеглим воїнам-землякам                                                              | с. Ялинці, меморіальний комплекс                        | 1943, 1941—1945       | 1967              | ск. Я. Рик, арх. Н. Клейн         | залізобетон, цегла оштук.               | вис. ск. — 2,8 м, пост. — 3,5 м     | -       |
| 47. | Братська могила радянських воїнів, пам'ятний знак полеглим воїнам-землякам                                                              | с. Недогарки, меморіальний комплекс                     | 1943, 1941—1945       | 1959              | Харківський скульптурний комбінат | залізобетон, цегла оштук.               | вис. ск. — 2,8 м, пост. — 3,4 м     | -       |
| 48. | Могила радянського воїна | с. Недогарки, кладовище                                 | 1943                  | 1965              | Місцеві майстри                   | обеліск — цегла оштук.                  | вис. 4,6 м                          | -       |
| 49. | Братська могила радянських воїнів | с. Пухальщина                                           | 1943                  |                   |                                   |                                         |                                     |         |
| 50. | Братська могила радянських воїнів, пам'ятний знак полеглим воїнам-землякам                                                              | с. Рокитне-Донівка                                      | 1943, 1941—1945       | 1976              | Місцеві майстри                   | обеліск — цегла оштук.                  | вис. 1,6 м                          | -       |
| 51. | Могила учасників встановлення радянської влади                                                                                          | с. Милорадівка, кладовище                               |                       |                   |                                   |                                         |                                     |         |
| 52. | Могила радянського воїна | с. Олефірівка-Соколянка, кладовище                      |                       |                   |                                   |                                         |                                     |         |